# 久留島通嘉
久留島 通嘉（くるしま みちひろ）は、江戸時代中期から後期にかけての大名。豊後国森藩8代藩主。官位は従五位下・伊予守。

## 略歴
7代藩主・久留島通同の次男として誕生。幼名は祥丸。
寛政10年（1798年）10月10日、父が大坂城番在任中に死去したため、その跡を継いだ。享和元年（1801年）12月16日、従五位下伊予守に叙任する。藩政においては、財政再建を主とした藩政改革を目指して上米制や専売制度、運上金の引き上げから藩札の発行を行なっている。また、小城さながらの壮大な三島神社を造営し、藩校である修身舎を創設するなど、藩主としての手腕を見せた。
弘化3年（1846年）8月18日、60歳で死去し、跡を三男・通容が継いだ。法号は大通院。

## 系譜
父母
- 久留島通同（父）
- 山口氏 ー 側室（母）

正室
- 安藤信馨の養女 ー 安藤信厚の娘

子女
- 久留島通容（三男）
- 久留島通胤（七男）
- 田沼意尊正室
- 山村良醇室
- 久留島通孝室
- 本郷泰清正室
- 戸田光顕室
- 久留島通興室